# Eishockeyspielbetriebsgesellschaft

Logo der ESBG

Die Eishockeyspielbetriebsgesellschaft mbH (kurz: ESBG) ist die Betriebsgesellschaft der DEL2. Bis 2010 war sie auch für den Betrieb der Eishockey-Oberliga zuständig. Die ESBG hat ihren Sitz seit Beginn der Saison 2014/15 in Neuss, wo sie sich die Büros mit der DEL teilt. Zuvor war die ESBG in München ansässig.

## Geschichte
Ab Ende der 1990er Jahre verschärfte sich die seit einigen Jahren vorhandene Entwicklung, die Profimannschaften aus steuerrechtlichen Gründen und zur Absicherung der Nachwuchsmannschaften im Falle eines Insolvenzantrags aus den Eishockeyvereinen in Kapitalgesellschaften auszulagern. Daraus erwuchsen Konflikte zwischen den Interessen der Kapitalgesellschaften als stimmberechtigte Mitglieder im Deutschen Eishockey-Bund (DEB) und steuerrechtlichen Zwängen. Daher wurde auf der DEB-Mitgliederversammlung im Jahr 1999 die Ausgliederung der bislang vom DEB organisierten Seniorenligen (2. Bundesliga, Oberliga und Regionalliga Süd) ab der Saison 2002/03 in eine Spielbetriebs-GmbH beschlossen. Seit der Reform der Struktur der Eishockey-Oberliga im Jahre 2010 beschränkt sich die ESBG auf die Organisation der 2. Bundesliga, organisiert aber weiterhin den Spielbetrieb der Oberliga Süd.
Im Gesellschaftervertrag der ESBG, an der auch der Deutsche Eishockey-Bund Gesellschaftsanteile besitzt, wurde unter anderem festgelegt, dass jeder ESBG-Gesellschafter in der Organisationsform als eingetragener Verein zugleich stimmberechtigtes Mitglied im DEB sein muss, in der Organisationsform als Kapitalgesellschaft einen eingetragenen Verein, der stimmberechtigtes Mitglied des DEB ist, als Kooperationspartner haben muss.
Zwischen der ESBG, dem DEB und den Landeseissportverbänden (LEV) wurden Kooperationsverträge geschlossen, so dass die ESBG-Ligen anerkannte Ligen des Internationalen Eishockeyverbandes (IIHF) wurden. Im Dezember 2012 kündigte die ESBG den Vertrag mit den LEV'en fristlos, den Vertrag mit dem DEB zum Ende der Saison 2012/2013. Im April 2013 bot der DEB den Zweitligisten die Übernahme des Spielbetriebs an, während diese beschlossen, eine eigenständige Profiliga („DEL II“) zu gründen. Schließlich wurde ein neuer Kooperationsvertrag vereinbart und die Gesellschafterstruktur der ESBG verändert. Ab 2013 sind die teilnehmenden Clubs sowie der DEB und die DEL mit jeweils einer Stimme an der ESBG beteiligt. Im Aufsichtsrat sitzen drei Vertreter der Clubs sowie jeweils ein Vertreter von DEB und DEL. Die Liga wird unter dem Namen DEL2 betrieben. Der neue Kooperationsvertrag läuft bis 2018.
Geschäftsführer
- Helmut Bauer (2002–2005)
- Oliver Seeliger (2005–2012)
- Alexander Jäger (2012/13)[6]
- René Rudorisch (seit 2013)